# DJ Dado
DJ Dado, właśc. Flavio Daddato (ur. 6 stycznia 1967 w Mediolanie) – włoski didżej, kompozytor i producent muzyczny. Znany z takich utworów jak: „X-Files”, „Coming Back” oraz „Give Me Love”.

## Albumy
- 1995 The Films Collection (album nieoficjalny)
- 1996 The Album
- 1998 Greatest Hits & Future Bits
- 1999 Greatest Themes '99 (album nieoficjalny)

## Single
- 1993: „Peace & Unity” (oraz 2 System)
- 1994: „The Same”
„Check It Up” (gościnnie: Nando Vanelli)
- 1995: „Face It"
- 1996: „X-Files”
„Metropolis – The Legend of Babel”
„Mission Impossible”
„Dreaming”
„Revenge"
- 1997: „Coming Back”
„Millennium” (oraz Dirty Mind)
„Shine On You Crazy Diamond” (jako DD Pink)
- 1998: „Give Me Love” (versus Michelle Weeks)
„Ready or Not” (oraz Simone Jay)
„Give Me Love, Part Two"
- 1999: „Forever” (gościnnie: Michelle Weeks)
„One & Only” (oraz Nina)
- 2000:	"Where Are You” (gościnnie: Nu-B-Ja)
- 2001: „You and Me” (gościnnie: J. White)
- 2002: „X-Files Theme 2002” (versus Light)
- 2004: „Theme from the Warriors” (gościnnie: Dr. FeelX)
- 2014: „No More Rain” (oraz Elettro Latin; gościnnie: Steph B.)